# Alpy Biellesi
Alpy Biellesi (wł. Alpi Biellesi) – masyw górski w Alpach Zachodnich. Leży w północnych Włoszech w regionach Piemont i w niewielkiej części Dolina Aosty. Jest częścią Alp Pennińskich. Najwyższym szczytem masywu jest Monte Mars, który osiąga wysokość 2600 m.
Najwyższe szczyty:
- Monte Mars – 2600 m,
- Monte Bo – 2556 m,
- Monte Cresto – 2548 m,
- Cima Tre Vescovi – 2501 m,
- Monte I Gemelli – 2476 m,
- Monte Camino – 2391 m,
- Colma di Mombarone – 2371 m,
- Monte Mucrone – 2335 m,
- Monte Tovo – 2230 m,
- Monte Barone – 2044 m.